# Espace urbain du Mans
L’espace urbain du Mans est une zone géographique regroupant les villes du Mans, de  Sablé-sur-Sarthe et de La Flèche dans le département français de la Sarthe. Par la population, c'est le 16° (numéro INSEE :1P) des 96 espaces urbains français. En 1999, sa population était d’environ 342 122 habitants sur une superficie de 2 074,1 km2.

## Caractéristiques
Dans les limites définies en 1999 par l'INSEE, l'espace urbain du Mans est un espace urbain multipolaire composé de 3 aires urbaines et de 19 communes multipolarisées, toutes rurales. Il comprend au total 134 communes.

## Tableau synthétique de l’espace urbain du Mans
Population 2004 pour 3 communes
| Zonage                   | Nombre de communes | Population (1999/2004) | Superficie (km²) | Densité (hab./km²) |
| ------------------------ | ------------------ | ---------------------- | ---------------- | ------------------ |
| Aires urbaines           | 115                | 339 077                | 1981,6           | 171,11             |
| Le Mans                  | 90                 | 293 159                | 1441,5           | 203,37             |
| Sablé-sur-Sarthe         | 20                 | 28 261                 | 408,26           | 203,37             |
| La Flèche                | 5                  | 17 657                 | 131,82           | 133,95             |
| Communes multipolarisées | 19                 | 3 045                  | 92,51            | 32,92              |
| Totaux                   | 134                | 342 122                | 2074,1           | 164,95             |

## Les communes multipolarisées
Population 2004 pour les communes de Chantenay-Villedieu, Ligron et Malicorne-sur-Sarthe.
| Code INSEE | Commune                  | Type                          | Dép.           | Population (1999/2004) | Superficie (km²) | Densité (hab./km²) |
| ---------- | ------------------------ | ----------------------------- | -------------- | ---------------------- | ---------------- | ------------------ |
| 72009      | Arthezé                  | Commune rurale multipolarisée | Sarthe         | +0292,                 | +00 0008,65      | +00033,76          |
| 72025      | Bazouges-sur-le-Loir     | Commune rurale multipolarisée | Sarthe         | +1 086,                | +0 00029,9       | +00033,76          |
| 72044      | Bousse (Sarthe)          | Commune rurale multipolarisée | Sarthe         | +0384,                 | +0 00012,02      | +00031,95          |
| 72063      | Chantenay-Villedieu      | Commune rurale multipolarisée | Sarthe         | +0900,                 | +0 00025,1       | +00032,44          |
| 72083      | Chevillé                 | Commune rurale multipolarisée | Sarthe         | +0383,                 | +0 00014,2       | +00026,97          |
| 49101      | Clefs                    | Commune rurale multipolarisée | Maine-et-Loire | +0869,                 | +0 00025,92      | +00033,53          |
| 72100      | Courcelles-la-Forêt      | Commune rurale multipolarisée | Sarthe         | +0411,                 | +0 00019,6       | +00020,97          |
| 72108      | Cré-sur-Loir             | Commune rurale multipolarisée | Sarthe         | +0660,                 | +0 00017,19      | +00038,39          |
| 72123      | Dureil                   | Commune rurale multipolarisée | Sarthe         | +0074,                 | +00 0008,1       | +0 0009,14         |
| 72061      | La Chapelle-d'Aligné     | Commune rurale multipolarisée | Sarthe         | +1 167,                | +0 00033,04      | +00035,32          |
| 72163      | Ligron                   | Commune rurale multipolarisée | Sarthe         | +0438,                 | +0 00013,5       | +00032,44          |
| 72179      | Malicorne-sur-Sarthe     | Commune rurale multipolarisée | Sarthe         | +1 878,                | +0 00015,13      | +00124,12          |
| 72223      | Noyen-sur-Sarthe         | Commune rurale multipolarisée | Sarthe         | +2 290,                | +0 00043,58      | +00052,55          |
| 72237      | Pirmil                   | Commune rurale multipolarisée | Sarthe         | +0382,                 | +0 00017,4       | +00021,95          |
| 72291      | Saint-Jean-de-la-Motte   | Commune rurale multipolarisée | Sarthe         | +0845,                 | +0 00032,        | +00026,41          |
| 72312      | Saint-Pierre-des-Bois    | Commune rurale multipolarisée | Sarthe         | +0151,                 | +00 0007,54      | +00020,03          |
| 72347      | Tassé                    | Commune rurale multipolarisée | Sarthe         | +0284,                 | +0 00010,8       | +00026,3           |
| 72367      | Vallon-sur-Gée           | Commune rurale multipolarisée | Sarthe         | +0696,                 | +0 00017,3       | +00038,26          |
| 72377      | Villaines-sous-Malicorne | Commune rurale multipolarisée | Sarthe         | +0748,                 | +0 00019,5       | +00038,26          |
| Totaux     | Totaux                   | Totaux                        | Totaux         | 3 045                  | 92,51            | 32,92              |